# Крістіан Коулмен
Крістіан Коулмен (англ. Christian Coleman, нар. 6 березня 1996, Атланта, Джорджія, США) — американський легкоатлет, який спеціалізується в спринті, чемпіон світу з бігу на 100 метрів та на 60 метрів у приміщенні, рекордсмен світу з бігу на 60 метрів у приміщенні.
19 січня 2018 на змаганнях Clemson Invitational в американському Клемсоні Крістіан Коулмен пробіг 60 метрів за 6,37. Це було на дві сотих секунди швидче за чинний на той час рекорд світу в приміщенні, який належав з 1998 американцеві Морісу Гріну. Водночас, цей результат не міг бути ратифікований ІААФ як рекорд світу в приміщенні через те, що стартові колодки на тих змаганнях не були під'єднані до системи автоматичного хронометражу та не була взята у переможця допінг-проба негайно після фінішу, як того вимагали правила ІААФ. Через місяць (18 лютого 2018) на національній першості в приміщенні Коулмен пробіг ще швидше (6,34). На цей раз всіх формальностей для ратифікації було дотримано, і результат був визнаний ІААФ новим світовим рекордом.

## Виступи на основних міжнародних змаганнях
| Рік  | Змагання                     | Місто          | Місце | Дисципліна   | Примітки |
| ---- | ---------------------------- | -------------- | ----- | ------------ | -------- |
| 2016 | Олімпійські ігри             | Ріо-де-Жанейро | 1заб1 | 4×100 метрів |          |
| 2017 | Чемпіонат світу              | Лондон         | 2     | 100 метрів   |          |
| 2017 | Чемпіонат світу              | Лондон         | 2     | 4×100 метрів |          |
| 2018 | Чемпіонат світу в приміщенні | Бірмінгем      | 1     | 60 метрів    |          |
| 2019 | Чемпіонат світу              | Доха           | 1     | 100 метрів   | [ 2 ]    |
| 2019 | 1                            | 4×100 метрів   | [ 3 ] |              |          |
| 2022 | Чемпіонат світу в приміщенні | Белград        | 2     | 60 метрів    |          |
| 2022 | Чемпіонат світу              | Юджин          | 6     | 100 метрів   |          |
| 2022 | 2                            | 4×100 метрів   |       |              |          |